# Клишо, Кирилл Александрович
Кирилл Александрович Клишо (род. 13 мая 1967 года, Бобруйск, СССР) — советский конькобежец; чемпион СССР (1990) серебряный призёр (1989) в многоборье, чемпион СССР (1990 - 5000 м), серебряный (1989 — 5000 м) призер чемпионатов СССР. Выступал за Красногорск. Мастер спорта СССР международного класса.

## Биография
Родился в Бобруйске, Белорусской ССР. Его семья в 1978 году переехала из Бобруйска в Подмосковье, и поселилась в Красногорске. Три сына Александра Захаровича и Маргариты Георгиевны, которая преподавала физику в 6-й красногорской средней школе, всё своё свободное время проводили на стадионе спортклуба «Зоркий». Старший сын Илья предпочитал футбол, младший Матвей играл в хоккей с мячом, а средний Кирилл увлёкся коньками и  занимался у красногорского тренера Ивана Анатольевича Малыгина до ухода в армию.
С того времени Кирилл выступал за армейский клуб и тренировался у Владимира Владимировича Лобанова. С 1988 года участвовал в чемпионатах СССР. В марте 88-го на матче ГДР - СССР победил на дистанции 500 метров. В конце декабря 1988 года впервые попал на подиум, завоевав серебряную медаль в многоборье на чемпионате СССР в Алма-Ате, и только 8-е место в забеге на 1500 метров не позволили ему стать чемпионом. 
Он дебютировал в январе 1989 года на чемпионате Европы в Гётеборге, где занял 20-е место в абсолютном зачёте. В марте на IX зимней Спартакиаде народов РСФСР дважды поднимался на 3-е место в забегах на 1000 и 1500 метров.
В 1990 году Кирилл Клишо участвовал на чемпионате СССР в Москве и стал чемпионом страны в абсолютном зачёте, при этом одержал победу на дистанции 5000 метров и занял 3-е место на 500-метровке. В феврале дебютировал на чемпионате мира в Инсбруке. На дистанции 5000 метров он упал и занял 34-е место, что не позволило ему бороться за медали. В итоге занял 29-е место в сумме многоборья. 
В сезоне 1990/1991 он выступал слабо, только в ноябре 1991 года в соревнованиях на приз Министров Казахской ССР смог подняться на третье место в многоборье. В январе 1992 года успел выступить на чемпионате СНГ на отдельных дистанциях и занял 4-е место в беге на 5000 метров. В том же году завершил карьеру спортсмена.